# Bombycilloidea
Bombycilloidea là một liên họ bao gồm 10 loài còn sống thuộc bộ Sẻ (Passeriformes). Chúng được tìm thấy ở Bắc Mỹ, Trung Mỹ, phần lớn miền Cổ Bắc, bán đảo Ả Rập, các đảo Hispaniola và Sulawesi, và trước đây là quần đảo Hawaii.

## Phân loại
Liên họ này chỉ chứa 10 loài còn sống. Đây là nhóm chị em với một nhánh bao gồm Muscicapoidea, Certhioidea và Regulidae, và tất cả đều được gộp chung trong tiểu bộ Muscicapida. Tổ tiên chung của cả hai nhánh đều sống ở lục địa Á-Âu. Sau đó, tổ tiên của Bombycilloidea đã đến Bắc Mỹ và nhanh chóng phân nhánh thành nhiều họ. Một trong những họ này đã trở lại lục địa Á-Âu và phân nhánh ra một số họ, hoặc tiến ra xâm lấn Wallacea hoặc Hawaii.
Hai họ Bombycillidae và Ptiliogonatidae chứa nhiều hơn một loài và phân bố rộng rãi trên khắp Bắc Mỹ và Bán cầu Bắc. Trong khi đó, các họ khác là họ đơn loài và chỉ phân bố ở một vài hòn đảo.
Biểu đồ phát sinh chủng loài dưới đây dựa trên phân tích của Carl Oliveros và các đồng nghiệp công bố vào năm 2019.
|  | Hylocitreidae                                              |
|  |                                                            |
|  | \| \| Hypocoliidae \| \| \| \| \| \| †Mohoidae \| \| \| \| |
|  |                                                            |
|  | Hypocoliidae                                               |
|  |                                                            |
|  | †Mohoidae                                                  |
|  |                                                            |

|  | Hypocoliidae |
|  |              |
|  | †Mohoidae    |
|  |              |

|  | Hylocitreidae                                              |
|  |                                                            |
|  | \| \| Hypocoliidae \| \| \| \| \| \| †Mohoidae \| \| \| \| |
|  |                                                            |
|  | Hypocoliidae                                               |
|  |                                                            |
|  | †Mohoidae                                                  |
|  |                                                            |

|  | Hypocoliidae |
|  |              |
|  | †Mohoidae    |
|  |              |

|  | Hylocitreidae                                              |
|  |                                                            |
|  | \| \| Hypocoliidae \| \| \| \| \| \| †Mohoidae \| \| \| \| |
|  |                                                            |
|  | Hypocoliidae                                               |
|  |                                                            |
|  | †Mohoidae                                                  |
|  |                                                            |

|  | Hypocoliidae |
|  |              |
|  | †Mohoidae    |
|  |              |

|  | Hylocitreidae                                              |
|  |                                                            |
|  | \| \| Hypocoliidae \| \| \| \| \| \| †Mohoidae \| \| \| \| |
|  |                                                            |
|  | Hypocoliidae                                               |
|  |                                                            |
|  | †Mohoidae                                                  |
|  |                                                            |

|  | Hypocoliidae |
|  |              |
|  | †Mohoidae    |
|  |              |

|  | Hylocitreidae                                              |
|  |                                                            |
|  | \| \| Hypocoliidae \| \| \| \| \| \| †Mohoidae \| \| \| \| |
|  |                                                            |
|  | Hypocoliidae                                               |
|  |                                                            |
|  | †Mohoidae                                                  |
|  |                                                            |

|  | Hypocoliidae |
|  |              |
|  | †Mohoidae    |
|  |              |

|  | Hylocitreidae                                              |
|  |                                                            |
|  | \| \| Hypocoliidae \| \| \| \| \| \| †Mohoidae \| \| \| \| |
|  |                                                            |
|  | Hypocoliidae                                               |
|  |                                                            |
|  | †Mohoidae                                                  |
|  |                                                            |

|  | Hypocoliidae |
|  |              |
|  | †Mohoidae    |
|  |              |

|  | Hylocitreidae                                              |
|  |                                                            |
|  | \| \| Hypocoliidae \| \| \| \| \| \| †Mohoidae \| \| \| \| |
|  |                                                            |
|  | Hypocoliidae                                               |
|  |                                                            |
|  | †Mohoidae                                                  |
|  |                                                            |

|  | Hypocoliidae |
|  |              |
|  | †Mohoidae    |
|  |              |

|  | Hylocitreidae                                              |
|  |                                                            |
|  | \| \| Hypocoliidae \| \| \| \| \| \| †Mohoidae \| \| \| \| |
|  |                                                            |
|  | Hypocoliidae                                               |
|  |                                                            |
|  | †Mohoidae                                                  |
|  |                                                            |

|  | Hypocoliidae |
|  |              |
|  | †Mohoidae    |
|  |              |